# DFB-Pokal 1980/81
DFB-Pokalsieger 1981 wurde Eintracht Frankfurt mit einem 3:1 am 2. Mai 1981 in Stuttgart gegen den 1. FC Kaiserslautern. Die Eintracht gewann nach 1974 und 1975 zum dritten Mal den DFB-Pokal. Titelverteidiger Fortuna Düsseldorf schied im Viertelfinale gegen Hertha BSC aus. Mit bis dahin saisonübergreifend 18 Siegen in Folge in diesem Wettbewerb hat Düsseldorf eine bis heute gültige Rekordmarke gesetzt.
Im anschließenden Europapokal der Pokalsieger schieden die Frankfurter im Viertelfinale gegen den englischen Pokalsieger Tottenham Hotspur aus.

## Teilnehmende Mannschaften
- Für die 1. Hauptrunde waren folgende Mannschaften qualifiziert.

| Bundesliga die 18 Vereine der Saison 1979/80 | 2. Bundesliga die 40 Vereine der Saison 1979/80 | Amateure Nord / Berlin / Westfalen / Nordrhein | Amateure Hessen / Südwest / Baden-Württemberg / Bayern |
| --- | --- | --- | --- |
| FC Bayern München Hamburger SV 1. FC Kaiserslautern VfB Stuttgart 1. FC Köln Borussia Dortmund Borussia Mönchengladbach FC Schalke 04 Eintracht Frankfurt VfL Bochum Fortuna Düsseldorf (TV) Bayer 04 Leverkusen TSV 1860 München MSV Duisburg Bayer Uerdingen Arminia Bielefeld 1. FC Nürnberg Karlsruher SC | - Nord: Hertha BSC Werder Bremen Eintracht Braunschweig Rot-Weiss Essen Hannover 96 SC Viktoria Köln SG Wattenscheid 09 SC Fortuna Köln Alemannia Aachen VfL Osnabrück SG Union Solingen Preußen Münster OSV Hannover Tennis Borussia Berlin Holstein Kiel Rot-Weiß Oberhausen Rot-Weiß Lüdenscheid SC Herford VfB Oldenburg SpVgg Erkenschwick - Süd: Stuttgarter Kickers SV Darmstadt 98 1. FC Saarbrücken SC Freiburg SpVgg Fürth Kickers Offenbach Freiburger FC Wormatia Worms SV Waldhof Mannheim FC 08 Homburg SpVgg Bayreuth VfR OLI Bürstadt Eintracht Trier SSV Ulm 1846 ESV Ingolstadt-Ringsee FSV Frankfurt KSV Hessen Kassel Borussia Neunkirchen VfB Eppingen FC Augsburg | - Nord: OSC Bremerhaven SV Arminia Hannover SV Atlas Delmenhorst SC Concordia Hamburg Bremer SV Eintracht Nordhorn SV Wilhelmshaven Blumenthaler SV TSV Rot-Weiß Niebüll Blau-Weiß Wesselburen TSV Plön Bramfelder SV FSV Harburg TuS Celle Borussia Hannover Eintracht Braunschweig (A) - Berlin: BFC Preussen Wacker 04 Berlin - Westfalen: DSC Wanne-Eickel Bünder SV SpVg Emsdetten 05 Hammer SpVg VfB 03 Bielefeld VfL Klafeld-Geisweid 08 - Nordrhein: Wuppertaler SV Schwarz-Weiß Essen TuS 08 Langerwehe Siegburger SV 04 1. FC Viersen SpVg Frechen 20 VfB Bottrop VfR Neuss Blau-Weiß Niederembt | - Hessen: SSV Dillenburg SG Egelsbach SV Buchonia Flieden RSV Würges Rot-Weiss Frankfurt - Südwest: SV Röchling Völklingen Südwest Ludwigshafen 1. FSV Mainz 05 TuS Neuendorf ASC Dudweiler Eisbachtaler Sportfreunde VfB Wissen SG 05 Pirmasens FSV Hemmersdorf TSV Moselfeuer Lehmen SG Limburgerhof - Baden-Württemberg: VfB Stuttgart (A) Offenburger FV VfR Heilbronn VfB Gaggenau SC Pfullendorf FV Lauda FC Neureut SV Rot TSV Pliezhausen VfB Friedrichshafen - Bayern: MTV Ingolstadt FV Würzburg 04 Würzburger Kickers SC Fürstenfeldbruck SpVgg Ansbach 09 FSV Pfaffenhofen/Ilm TSV Hirschaid TSV Röttenbach ASV Burglengenfeld FC Ottering TSV Gersthofen |

## 1. Hauptrunde
| Datum                    |                           | Ergebnis  |                            |
| ------------------------ | ------------------------- | --------- | -------------------------- |
| Mi 27.08.1980, 20:00 Uhr | FC Bayern München         | 2:0       | Arminia Bielefeld          |
| Fr 29.08.1980, 19:00 Uhr | VfB Stuttgart (A)         | 2:5 n. V. | Borussia Dortmund          |
| Fr 29.08.1980, 19:30 Uhr | Hannover 96               | 8:1       | Borussia Hannover          |
| Fr 29.08.1980, 20:00 Uhr | MSV Duisburg              | 9:0       | Wacker 04 Berlin           |
| Fr 29.08.1980, 20:00 Uhr | SC Concordia Hamburg      | 2:2 n. V. | Hammer SpVg                |
| Sa 30.08.1980, 15:00 Uhr | SV Darmstadt 98           | 10:00     | FSV Hemmersdorf            |
| Sa 30.08.1980, 15:00 Uhr | FV Lauda                  | 1:2 n. V. | VfB Oldenburg              |
| Sa 30.08.1980, 15:00 Uhr | RSV Würges                | 2:0       | FC Ottering                |
| Sa 30.08.1980, 15:30 Uhr | FC Schalke 04             | 2:5       | Bayer Uerdingen            |
| Sa 30.08.1980, 15:30 Uhr | Hamburger SV              | 11:10     | Wormatia Worms             |
| Sa 30.08.1980, 15:30 Uhr | VfB Stuttgart             | 4:0       | SC Fortuna Köln            |
| Sa 30.08.1980, 15:30 Uhr | Borussia Mönchengladbach  | 7:3       | OSV Hannover               |
| Sa 30.08.1980, 15:30 Uhr | VfB Gaggenau              | 0:3       | Eintracht Frankfurt        |
| Sa 30.08.1980, 15:30 Uhr | SpVg Emsdetten 05         | 0:6       | 1. FC Köln                 |
| Sa 30.08.1980, 15:30 Uhr | 1. FC Viersen             | 2:2 n. V. | Karlsruher SC              |
| Sa 30.08.1980, 15:30 Uhr | Bramfelder SV             | 2:8       | Bayer 04 Leverkusen        |
| Sa 30.08.1980, 15:30 Uhr | VfL Bochum                | 4:1       | SV Wilhelmshaven           |
| Sa 30.08.1980, 15:30 Uhr | Eintracht Trier           | 0:1       | Fortuna Düsseldorf         |
| Sa 30.08.1980, 15:30 Uhr | Hertha BSC                | 3:1       | Holstein Kiel              |
| Sa 30.08.1980, 15:30 Uhr | Werder Bremen             | 6:3 n. V. | SC Viktoria Köln           |
| Sa 30.08.1980, 15:30 Uhr | Alemannia Aachen          | 3:0       | VfB Eppingen               |
| Sa 30.08.1980, 15:30 Uhr | Rot-Weiss Essen           | 7:2       | VfR Neuss                  |
| Sa 30.08.1980, 15:30 Uhr | Blau-Weiß Niederembt      | 1:4 n. V. | Preußen Münster            |
| Sa 30.08.1980, 15:30 Uhr | FSV Frankfurt             | 3:1       | SV Röchling Völklingen     |
| Sa 30.08.1980, 15:30 Uhr | SC Herford                | 3:0       | Eintracht Nordhorn         |
| Sa 30.08.1980, 15:30 Uhr | Eintracht Braunschweig    | 4:1       | SC Fürstenfeldbruck        |
| Sa 30.08.1980, 15:30 Uhr | SC Freiburg               | 4:2       | Bremer SV                  |
| Sa 30.08.1980, 15:30 Uhr | FC 08 Homburg             | 3:0       | SG Limburgerhof            |
| Sa 30.08.1980, 15:30 Uhr | TuS Neuendorf             | 3:4 n. V. | SG Egelsbach               |
| Sa 30.08.1980, 15:30 Uhr | VfL Klafeld-Geisweid 08   | 1:2       | Rot-Weiss Frankfurt        |
| Sa 30.08.1980, 15:30 Uhr | TSV Rot-Weiß Niebüll      | 3:2       | Eintracht Braunschweig (A) |
| Sa 30.08.1980, 15:30 Uhr | Bünder SV                 | 2:0       | Südwest Ludwigshafen       |
| Sa 30.08.1980, 15:30 Uhr | TuS 08 Langerwehe         | 5:0       | SV Rot                     |
| Sa 30.08.1980, 15:30 Uhr | SpVgg Ansbach 09          | 1:0       | FSV Pfaffenhofen/Ilm       |
| Sa 30.08.1980, 15:30 Uhr | TSV Gersthofen            | 0:1       | OSC Bremerhaven            |
| Sa 30.08.1980, 16:00 Uhr | SG 05 Pirmasens           | 0:8       | TSV 1860 München           |
| Sa 30.08.1980, 16:00 Uhr | Borussia Neunkirchen      | 1:1 n. V. | SpVgg Bayreuth             |
| Sa 30.08.1980, 16:00 Uhr | TSV Plön                  | 0:3       | 1. FC Saarbrücken          |
| Sa 30.08.1980, 16:00 Uhr | SV Arminia Hannover       | 2:1       | SpVgg Erkenschwick         |
| Sa 30.08.1980, 16:00 Uhr | TSV Moselfeuer Lehmen     | 101:15 1  | Kickers Offenbach          |
| Sa 30.08.1980, 16:00 Uhr | Eisbachtaler Sportfreunde | 1:3       | SG Wattenscheid 09         |
| Sa 30.08.1980, 16:00 Uhr | SV Buchonia Flieden       | 1:4       | ESV Ingolstadt-Ringsee     |
| Sa 30.08.1980, 16:00 Uhr | VfB 03 Bielefeld          | 1:3       | VfB Friedrichshafen        |
| Sa 30.08.1980, 16:30 Uhr | SpVgg Fürth               | 1:1 n. V. | 1. FC Nürnberg             |
| Sa 30.08.1980, 17:00 Uhr | VfR Heilbronn             | 0:3       | 1. FC Kaiserslautern       |
| Sa 30.08.1980, 17:00 Uhr | TSV Pliezhausen           | 0:3       | SSV Ulm 1846               |
| Sa 30.08.1980, 17:00 Uhr | DSC Wanne-Eickel          | 1:3       | SpVg Frechen 20            |
| Sa 30.08.1980, 17:00 Uhr | Würzburger Kickers        | 2:1 n. V. | TSV Hirschaid              |
| Sa 30.08.1980, 17:30 Uhr | SV Waldhof Mannheim       | 8:0       | FSV Harburg                |
| Sa 30.08.1980, 19:30 Uhr | FC Augsburg               | 2:0       | Wuppertaler SV             |
| So 31.08.1980, 11:00 Uhr | Schwarz-Weiß Essen        | 6:0       | FC Neureut                 |
| So 31.08.1980, 14:30 Uhr | ASV Burglengenfeld        | 2:3       | VfB Wissen                 |
| So 31.08.1980, 15:00 Uhr | Rot-Weiß Oberhausen       | 1:0       | Offenburger FV             |
| So 31.08.1980, 15:00 Uhr | TuS Celle                 | 0:0 n. V. | SG Union Solingen          |
| So 31.08.1980, 15:00 Uhr | TSV Röttenbach            | 2:4       | KSV Hessen Kassel          |
| So 31.08.1980, 15:00 Uhr | Freiburger FC             | 3:1       | VfB Bottrop                |
| So 31.08.1980, 15:00 Uhr | ASC Dudweiler             | 0:1       | FV Würzburg 04             |
| So 31.08.1980, 15:00 Uhr | Blumenthaler SV           | 0:2       | SC Pfullendorf             |
| So 31.08.1980, 15:00 Uhr | SV Atlas Delmenhorst      | 6:2       | Blau-Weiß Wesselburen      |
| So 31.08.1980, 15:00 Uhr | Siegburger SV 04          | 2:1       | BFC Preussen               |
| So 31.08.1980, 15:00 Uhr | VfL Osnabrück             | 2:0 n. V. | Tennis Borussia Berlin     |
| So 31.08.1980, 16:00 Uhr | Stuttgarter Kickers       | 2:0       | Rot-Weiß Lüdenscheid       |
| So 31.08.1980, 16:00 Uhr | 1. FSV Mainz 05           | 3:2       | MTV Ingolstadt             |
| So 31.08.1980, 17:00 Uhr | VfR OLI Bürstadt          | 4:1 n. V. | SSV Dillenburg             |

### Wiederholungsspiele
| Datum                    |                   | Ergebnis |                      |
| ------------------------ | ----------------- | -------- | -------------------- |
| Di 16.09.1980, 16:45 Uhr | SpVgg Bayreuth    | 2:1      | Borussia Neunkirchen |
| Di 23.09.1980, 17:00 Uhr | SG Union Solingen | 5:0      | TuS Celle            |
| Di 23.09.1980, 17:00 Uhr | Hammer SpVg       | 3:2      | SC Concordia Hamburg |
| Di 23.09.1980, 19:30 Uhr | Karlsruher SC     | 2:1      | 1. FC Viersen        |
| Mi 24.09.1980, 19:30 Uhr | 1. FC Nürnberg    | 3:0      | SpVgg Fürth          |

## 2. Hauptrunde
| Datum                    |                        | Ergebnis  |                          |
| ------------------------ | ---------------------- | --------- | ------------------------ |
| Fr 03.10.1980, 19:30 Uhr | Bayer Uerdingen        | 4:1       | SG Wattenscheid 09       |
| Fr 03.10.1980, 19:30 Uhr | Hannover 96            | 5:5 n. V. | Werder Bremen            |
| Fr 03.10.1980, 19:30 Uhr | Eintracht Braunschweig | 3:1       | Preußen Münster          |
| Fr 03.10.1980, 19:30 Uhr | Hertha BSC             | 4:1       | FV Würzburg 04           |
| Fr 03.10.1980, 20:00 Uhr | VfL Bochum             | 5:1       | Rot-Weiss Essen          |
| Fr 03.10.1980, 20:00 Uhr | Kickers Offenbach      | 5:2       | Bayer 04 Leverkusen      |
| Sa 04.10.1980, 14:30 Uhr | TSV Rot-Weiß Niebüll   | 0:4       | Schwarz-Weiß Essen       |
| Sa 04.10.1980, 15:00 Uhr | SpVgg Bayreuth         | 1:3       | VfB Stuttgart            |
| Sa 04.10.1980, 15:00 Uhr | Würzburger Kickers     | 0:2       | Fortuna Düsseldorf       |
| Sa 04.10.1980, 15:00 Uhr | TuS 08 Langerwehe      | 1:7       | Borussia Mönchengladbach |
| Sa 04.10.1980, 15:00 Uhr | FC 08 Homburg          | 0:1       | VfB Oldenburg            |
| Sa 04.10.1980, 15:00 Uhr | SV Darmstadt 98        | 4:1       | VfR OLI Bürstadt         |
| Sa 04.10.1980, 15:00 Uhr | SSV Ulm 1846           | 1:0       | SC Herford               |
| Sa 04.10.1980, 15:00 Uhr | OSC Bremerhaven        | 0:2       | RSV Würges               |
| Sa 04.10.1980, 15:00 Uhr | Bünder SV              | 3:1       | SpVg Frechen 20          |
| Sa 04.10.1980, 15:30 Uhr | Borussia Dortmund      | 3:1       | TSV 1860 München         |
| Sa 04.10.1980, 15:30 Uhr | 1. FC Köln             | 1:1 n. V. | SC Freiburg              |
| Sa 04.10.1980, 15:30 Uhr | FC Bayern München      | 4:2       | SV Waldhof Mannheim      |
| Sa 04.10.1980, 15:30 Uhr | Karlsruher SC          | 1:1 n. V. | Alemannia Aachen         |
| Sa 04.10.1980, 15:30 Uhr | Eintracht Frankfurt    | 6:0       | VfB Friedrichshafen      |
| Sa 04.10.1980, 15:30 Uhr | 1. FC Saarbrücken      | 2:2 n. V. | Freiburger FC            |
| Sa 04.10.1980, 15:30 Uhr | Stuttgarter Kickers    | 13:00     | SpVgg Ansbach 09         |
| Sa 04.10.1980, 15:30 Uhr | SG Union Solingen      | 11:2 1    | Rot-Weiss Frankfurt      |
| Sa 04.10.1980, 15:30 Uhr | FC Augsburg            | 2:0       | 1. FSV Mainz 05          |
| Sa 04.10.1980, 15:30 Uhr | VfB Wissen             | 1:7       | VfL Osnabrück            |
| Sa 04.10.1980, 15:30 Uhr | SC Pfullendorf         | 0:1       | Siegburger SV 04         |
| Sa 04.10.1980, 16:00 Uhr | KSV Hessen Kassel      | 4:0       | Hammer SpVg              |
| So 05.10.1980, 15:00 Uhr | ESV Ingolstadt-Ringsee | 1:3       | 1. FC Nürnberg           |
| So 05.10.1980, 15:00 Uhr | FSV Frankfurt          | 2:0       | MSV Duisburg             |
| So 05.10.1980, 15:00 Uhr | SV Arminia Hannover    | 3:7       | Hamburger SV             |
| So 05.10.1980, 15:00 Uhr | SG Egelsbach           | 1:3       | 1. FC Kaiserslautern     |
| So 05.10.1980, 15:00 Uhr | SV Atlas Delmenhorst   | 1:0       | Rot-Weiß Oberhausen      |

### Wiederholungsspiele
| Datum         |                  | Ergebnis |                   |
| ------------- | ---------------- | -------- | ----------------- |
| Di 28.10.1980 | Werder Bremen    | 1:0      | Hannover 96       |
| Di 28.10.1980 | Freiburger FC    | 3:1      | 1. FC Saarbrücken |
| Di 28.10.1980 | Alemannia Aachen | 1:0      | Karlsruher SC     |
| Di 05.11.1980 | SC Freiburg      | 3:1      | 1. FC Köln        |

## 3. Hauptrunde
| Datum                    |                        | Ergebnis  |                          |
| ------------------------ | ---------------------- | --------- | ------------------------ |
| Sa 22.11.1980, 14:00 Uhr | Siegburger SV 04       | 1:2 n. V. | VfB Oldenburg            |
| Sa 22.11.1980, 14:00 Uhr | Bünder SV              | 1:7       | Borussia Mönchengladbach |
| Sa 22.11.1980, 14:00 Uhr | RSV Würges             | 0:1       | VfL Osnabrück            |
| Sa 22.11.1980, 14:00 Uhr | Schwarz-Weiß Essen     | 1:2       | Bayer Uerdingen          |
| Sa 22.11.1980, 14:15 Uhr | SC Freiburg            | 2:1 n. V. | KSV Hessen Kassel        |
| Sa 22.11.1980, 15:00 Uhr | FC Augsburg            | 1:3       | Werder Bremen            |
| Sa 22.11.1980, 15:30 Uhr | 1. FC Kaiserslautern   | 2:1       | FC Bayern München        |
| Sa 22.11.1980, 15:30 Uhr | VfB Stuttgart          | 2:0       | 1. FC Nürnberg           |
| Sa 22.11.1980, 15:30 Uhr | Fortuna Düsseldorf     | 3:0       | Borussia Dortmund        |
| Sa 22.11.1980, 15:30 Uhr | Eintracht Frankfurt    | 3:0       | SSV Ulm 1846             |
| Sa 22.11.1980, 15:30 Uhr | Eintracht Braunschweig | 3:2       | Stuttgarter Kickers      |
| Sa 22.11.1980, 15:30 Uhr | Hertha BSC             | 4:1       | SV Darmstadt 98          |
| Sa 22.11.1980, 15:30 Uhr | Alemannia Aachen       | 5:2       | Freiburger FC            |
| Sa 22.11.1980, 15:30 Uhr | Hamburger SV           | 11:00     | Rot-Weiss Frankfurt      |
| Sa 22.11.1980, 15:30 Uhr | Kickers Offenbach      | 1:1 n. V. | SV Atlas Delmenhorst     |
| So 23.11.1980, 14:30 Uhr | FSV Frankfurt          | 1:2       | VfL Bochum               |

### Wiederholungsspiel
| Datum         |                      | Ergebnis |                   |
| ------------- | -------------------- | -------- | ----------------- |
| Sa 20.12.1980 | SV Atlas Delmenhorst | 2:1      | Kickers Offenbach |

## Achtelfinale
| Datum                    |                          | Ergebnis |                      |
| ------------------------ | ------------------------ | -------- | -------------------- |
| Sa 31.01.1981, 14:00 Uhr | VfB Oldenburg            | 4:5      | Eintracht Frankfurt  |
| Sa 31.01.1981, 15:30 Uhr | Hamburger SV             | 4:1      | VfL Bochum           |
| Sa 31.01.1981, 15:30 Uhr | Fortuna Düsseldorf       | 2:0      | Werder Bremen        |
| Sa 31.01.1981, 15:30 Uhr | VfL Osnabrück            | 1:3      | VfB Stuttgart        |
| Sa 31.01.1981, 15:30 Uhr | Borussia Mönchengladbach | 6:1      | SV Atlas Delmenhorst |
| Di 03.02.1981            | Eintracht Braunschweig   | 1:0      | SC Freiburg          |
| Di 10.02.1981, 19:30 Uhr | Hertha BSC               | 5:1      | Bayer Uerdingen      |
| Di 10.02.1981            | 1. FC Kaiserslautern     | 3:0      | Alemannia Aachen     |

## Viertelfinale
| Datum                    |                        | Ergebnis  |                          |
| ------------------------ | ---------------------- | --------- | ------------------------ |
| Sa 28.02.1981, 15:30 Uhr | Hertha BSC             | 2:1       | Fortuna Düsseldorf       |
| Sa 28.02.1981, 15:30 Uhr | Eintracht Braunschweig | 4:3 n. V. | Hamburger SV             |
| Sa 28.02.1981, 15:30 Uhr | 1. FC Kaiserslautern   | 3:1       | Borussia Mönchengladbach |
| Sa 28.02.1981, 15:30 Uhr | Eintracht Frankfurt    | 2:1       | VfB Stuttgart            |

## Halbfinale
| Datum                    |                      | Ergebnis |                        |
| ------------------------ | -------------------- | -------- | ---------------------- |
| Sa 04.04.1981, 15:30 Uhr | Eintracht Frankfurt  | 1:0      | Hertha BSC             |
| Sa 04.04.1981, 15:30 Uhr | 1. FC Kaiserslautern | 3:2      | Eintracht Braunschweig |

## Finale
| Paarung              | Eintracht Frankfurt – 1. FC Kaiserslautern |
| Ergebnis             | 3:1 (2:0) |
| Datum                | Samstag, 2. Mai 1981 um 16:00 Uhr |
| Stadion              | Neckarstadion, Stuttgart |
| Zuschauer            | 71.000 (ausverkauft) |
| Schiedsrichter       | Horst Joos (Stuttgart) |
| Tore                 | 1:0 Willi Neuberger (39.) 2:0 Ronald Borchers (40.) 3:0 Cha Bum-Kun (64.) 3:1 Reiner Geye (90.) |
| Eintracht Frankfurt  | Jürgen Pahl – Bruno Pezzey – Michael Sziedat, Karl-Heinz Körbel, Willi Neuberger – Werner Lorant, Bernd Nickel, Ronald Borchers, Norbert Nachtweih – Cha Bum-Kun, Bernd Hölzenbein Cheftrainer: Lothar Buchmann       |
| 1. FC Kaiserslautern | Ronnie Hellström – Hans-Günter Neues – Wolfgang Wolf, Michael Dusek, Hans-Peter Briegel – Werner Melzer, Friedhelm Funkel, Hans Bongartz – Reiner Geye, Benny Wendt, Erhard Hofeditz Cheftrainer: Karl-Heinz Feldkamp |
| Gelbe Karten         | keine – Wolfgang Wolf |